# Apteroxylus
Apteroxylus is een geslacht van Phasmatodea uit de familie Pseudophasmatidae. De wetenschappelijke naam van dit geslacht is voor het eerst geldig gepubliceerd in 2012 door Bellanger, Jourdan & Lelong.

## Soorten
Het geslacht Apteroxylus  is monotypisch en omvat slechts de volgende soort:
- Apteroxylus chaguaramalensis Bellanger, Jourdan & Lelong, 2012